# Mešita Hadží Alí
Mešita Hadží Alí (anglicky Haji Ali Dargah, hindsky हाजी अली की दरगाह, urdsky حاجی علی درگاہ‎, gudžarátsky હાજી અલી દરગાહ) se nachází u Bombaje (v zálivu Worli, cca 500 m od pobřeží). v indickém státě Maháráštra. Jedná se také o mešitu připomínající Pir Hadží Alího a poutní místo muslimských věřících v Indii a jednu z hlavních pamětihodností Bombaje.

## Popis stavby
Stavba je spojena s pobřežím mostem o celkové délce cca 1 kilometrů. Při přílivu most zaplavuje moře.
Komplex zaujímá plochu 4 500 m2, jeho dominantou je 26 m vysoký minaret. Hrob v mešitě je pokryt červeno-zeleným brokátem, orámovaným stříbrem. Hlavní sál zdobí mramorové sloupy. Na sloupech je také vyobrazeno devadesát devět jmen Alláha. Samotná mešita byla vystavěna v duchu indo-íránské architektury. Nápadná je její kupole, použíté jsou vícelaločné oblouky a vnitřní prostor oddělují od okolí dekorativní džálí.

## Historie
Mešita byla zbudována na počest Pir Hadží Alího v roce 1431. Uzbecký obchodník se před poutí do Mekky rozhodl darovat všechen svůj majetek. Z Buchary cestoval nejen do Mekky, ale do celého světa a nakonec se usadil v Bombaji. Před svojí smrtí naléhal na to, aby nebyl pohřben do země, ale jeho popel byl rozprášen v moři. Tak bylo i učiněno; mešita byla zbudována v blízkosti místa jeho posledního odpočinku.
Vzhledem ke značnému množství návštěvníků (stavbu navštěvují poutníci především ve čtvrtek a v pátek každý týden; týdně je to až několik desítek tisíc lidí) a přítomnosti mořských vln je stavba neustále vystavována extrémním podmínkám. Komplexně byla renovována v letech 1960, 1964 a 2008. Na obnovu stavby byl použit bílý mramor ze stejného lomu, který zásoboval i Tádž Mahál.[zdroj?]

## Přístup
Mešita je přístupná muslimským věřícím. Po dlouhou dobu však byla pouze mužům. V roce 2016 bombajský nejvyšší soud rozhodl, že smí být přístupná i pro modlitby žen. První ženy směly stavbu navštívit roku 2016.
Stavba byla zapsána do Guniessovy knihy rekordů jako jedna z nejnavštěvovanějších svatyň na světě.